# Elof Colliander
Karl Elof Colliander, född 15 december 1887 i Halmstad, död 16 februari 1972 i Uppsala, var en svensk biblioteksman.
Elof Colliander var son till läroverksadjunkten Carl Albert Ferdinand Colliander. Efter studentexamen i Halmstad 1906 blev han student vid Uppsala universitet, 1905 filosofie kandidat och 1911 filosofie licentiat där. Colliander var 1912-1917 amanuens vid Uppsala universitetsbibliotek, blev 1917 andre bibliotekarie vid Göteborgs stadsbibliotek och var 1918-1919 anställd hos P. A. Norstedt & Söner innan han 1919 blev andre bibliotekarie vid Uppsala universitetsbibliotek. Colliander utgav bland annat Släkten Colliander i Sverige och Finland (1939) samt registerarbeten över Vetenskapsakademiens skrifter 1826-1917 (1917) och till Claes Annerstedts Uppsala universitets historia (1931).